# 御園站 (滋賀縣)
御園站（日语：／）是一座位於滋賀縣八日市市（現時：東近江市），近江鐵道八日市線的鐵路車站（廢站）。

## 概要
在建設八日市線時代，當時由湖南鐵道於1924年取得新八日市站途經沖野原至神崎郡山上村（現時：東近江市山上町），全長7.02英里（約11.2公里）的鐵路建設許可。後來經營權變為八日市鐵道。在1930年，新八日市站至沖野原之間的1.57英里（約2.5公里）區間開通。在沖野原處設置車站（即此站）。車站由於鄰接陸軍八日市飛行場，因此名為飛行場站。在沖野原至山上村之間區間一直沒有動工建設，在1935年建設許可失效。
在車站啟用後，由於車站設了巴士路線連接永源寺方向。因此開始有較多旅客使用此站。同時此站也成為了運送物資來往飛行場與軍人之用途。在戰時，為了反間諜目的而改名為御園站。在太平洋戰爭結束後，由於飛行場關閉而車站客量下降。在1948年，新八日市站至此站暫停營業。在1964年，車站正式廢除。

## 歷史
- 1930年（昭和5年）10月1日：八日市鐵道飛行場站啟用。
- 1940年（昭和15年）11月1日：改名為御園站[2]。
- 1944年（昭和19年）3月1日：在公司合併後，成為近江鐵道車站。
- 1948年（昭和23年）8月1日：新八日市站至此站之間暫停營業。
- 1964年（昭和39年）9月25日：新八日市站至此站之間正式廢除，此站廢除。

## 現狀
舊線遺址部分變為行人路和單車徑。車站遺址（東近江市札之辻2丁目）變為道路和住宅。鄰近廢站的巴士站是替代巴士服務近江鐵道巴士的「奧山」巴士站（※後來改名為「村田製作所前（奧山）」）。而「御園」巴士站（※後來改名為「東近江牙科診所前（御園）」）是在車站遺址山上方向2公里處。

## 相鄰車站
近江鐵道
八日市線
川合寺－御園

## 注腳
1. ↑  辻󠄀 良樹「軍都の廃線跡”謎解き”散歩」東近江市觀光協會「小旅行」2019年 2020年 舉行時的說明資料
2. ↑  鐵道省監督局「地方鉄道・軌道異動表」《電氣協會雜誌》第229號，日本電氣協會，1941年1月，附錄3頁。（國立國會圖書館數碼化收藏）
3. ↑  辻󠄀 良樹「消えた飛行場線」收錄在《Twilight Zone Manual 5》 1996年 Neko出版。
4. ↑   (PDF). 近江鉄道. 2022-05-17  [2023-04-02]. （原始内容 (PDF)存档于2022-11-20） （日语）.
5. 1 2   (PDF). 近江鉄道バス. 2022-05-20  [2023-04-02]. （原始内容 (PDF)存档于2022-11-22） （日语）.